# Ceca Blic special (revija)
Ceca Blic special je bila posebna izdaja beograjskega dnevnika Blic, ki je bila objavljena 14. junija leta 2002 s strani medijske hiše Blic Press.
Revija je bila v celoti posvečena življenju in karieri srbske pevke narodno-zabavne glasbe, Svetlane Ražnatović - Cece ter napovedi njenega koncerta na beograjskem stadionu Marakana. 
To je obenem tudi druga revija posvečena Ceci.

## Vsebina
Revija ima 6 strani v A3 formatu in vsebuje naslednja poglavja:
| Stran | Poglavje            | Naziv poglavja                       |
| ----- | ------------------- | ------------------------------------ |
| 2     | Koncert na Marakani | Repertoar, tehnika in glasbeni gosti |
| 3     | Cecin intervju      | (13 je moja srečna številka)         |
| 4     | Vprašanja za Ceco   | Ceca o poroki in nogometnemu klubu   |
| 5     | Cecina otroka       | Anastasija in Veljko                 |

## Ostale informacije
Posebna izdaja revije Blic je bila objavljena en dan pred pevkinim koncertom na Marakani, ki je bil organiziran v okviru evropske turneje Decenija.
Politični časnik Vreme je leta 2005 razkril, da tedanji glavni urednik Blica sprva ni želel objaviti posebne izdaje revije posvečeno Ceci, saj je bila ona Arkanova vdova. Na koncu je popustil, ko je Cecin organizator koncerta na Marakani obljubil, da bo sofinanciral izdajo revije. 

## Naklada
Prva naklada revije je štela 70.000 izvodov.